# Sant Cristòfol de Fiol
Sant Cristòfol de Fiol és una obra del municipi de Sant Martí de Tous (Anoia) protegida com a bé cultural d'interès local.

## Descripció
Sobre la porta hi ha una data: 1791, pot ser d'una restauració o remodelatge. El material és la pedra amb revestiment que imita carreus molt ben escuadrats, la porta té un petit ocul.
La façana està coronada, en mig del sostre de teula i a dos aigües, per un campanar de doble arcada coronat per una petita creu. Se li adossa una rectoria del segle xix (1890) i cases en ruïnes del poble.

## Història
Centra l'antic poble de Fiol. A la Gran Geografia Comarcal de Catalunya diu que va ser abandonada des del segle xvii però és molt curiós el fet que la llinda de la porta d'entrada porti aquesta data posterior a l'abandonament: 1791.